# Talang Empat (Karang Tinggi)
Talang Empat is een bestuurslaag in het regentschap Bengkulu Tengah van de provincie Bengkulu, Indonesië. Talang Empat telt 860 inwoners (volkstelling 2010).